# Richard Duke
Richard John Duke (Melbourne, 25 maggio 1948) è un ex cestista australiano.

## Carriera
Con l'Australia ha disputato i Giochi olimpici del 1972 e due edizioni dei Campionati del mondo (1970, 1974).